# Deneb (navire)
Le Deneb est un bâtiment hydrographique et océanographique  de la Agence fédérale maritime et hydrographique allemande (Agence fédérale de la navigation et de l'hydrographie) basée à Hambourg et Rostock. L’armateur du navire est la République fédérale d’Allemagne, représentée par le ministère fédéral des Transports.

## Historique
Le navire a été construit par le chantier naval Peene Werft à Wolgast. La pose de la quille a eu lieu le 27 juillet 1993 et le lancement le 6 mai 1994. Ce jour-là, le navire a également été baptisé par sa marraine Barbara Knittel, épouse du secrétaire d’État au ministère fédéral des Transports de l’époque, Wilhelm Knittel. L'achèvement du navire a eu lieu en novembre 1994 et la mise en service le 25 novembre de l'année. Il porte le nom de Deneb, l'étoile la plus brillante de la constellation du Cygne.
D'ici 2026, un remplacement du Deneb est prévu.

## Données techniques
Le navire est propulsé par un moteur électrique Siemens d'une puissance de 720 kW, qui agit sur une hélice fixe. Le navire atteint une vitesse de 11 noeuds . Pour l’alimentation du moteur de traction et du système électrique, il existe deux générateurs diesel, d’une puissance apparente disponible de 1.010 kVA chacun. Les moteurs sont alimentés par du carburant synthétique GtL. Le carburant ne contient pas de soufre, ce qui produit de meilleures émissions d'échappement que les carburants diesel classiques.
Le navire est aussi équipé d'un propulseur d'étrave d'une puissance de 530 kW. Il dispose également d'un système de direction à jet sévère d'une puissance de 48 kW.
Lors de ses escales à Rostock, le navire est alimenté en électricité via une connexion à terre, qui a été mise en service en décembre 2018. Les générateurs peuvent être éteints dans le port et l'impact sur l'environnement des gaz d'échappement, du bruit et de la chaleur perdue peut être réduit.

## Missions
Le navire est principalement utilisé pour les travaux de bathymétrie et sur des épaves fouille, ainsi que pour les travaux d'entretien des stations de surveillance du BSH dans les eaux côtières allemandes de la mer du Nord et la mer Baltique. À cet effet, le navire dispose d’équipements appropriés tels que des sondeurs d'écho verticaux et des systèmes de sonar.
Le navire est en outre équipé de deux bateaux topographiques, qui sont également entièrement équipés d'échosondeurs et d'un équipement d'acquisition de données permettant de naviguer de manière autonome dans des eaux peu profondes. En outre, un équipement de plongée complet est à bord, de sorte que les opérations de plongée sont possibles à la fois depuis le navire et depuis un bateau d'observation.
À bord, il y a de la place pour 16 membres d'équipage et sept scientifiques. Le domaine d'application principal est le sud-ouest de la mer Baltique.

## Galerie

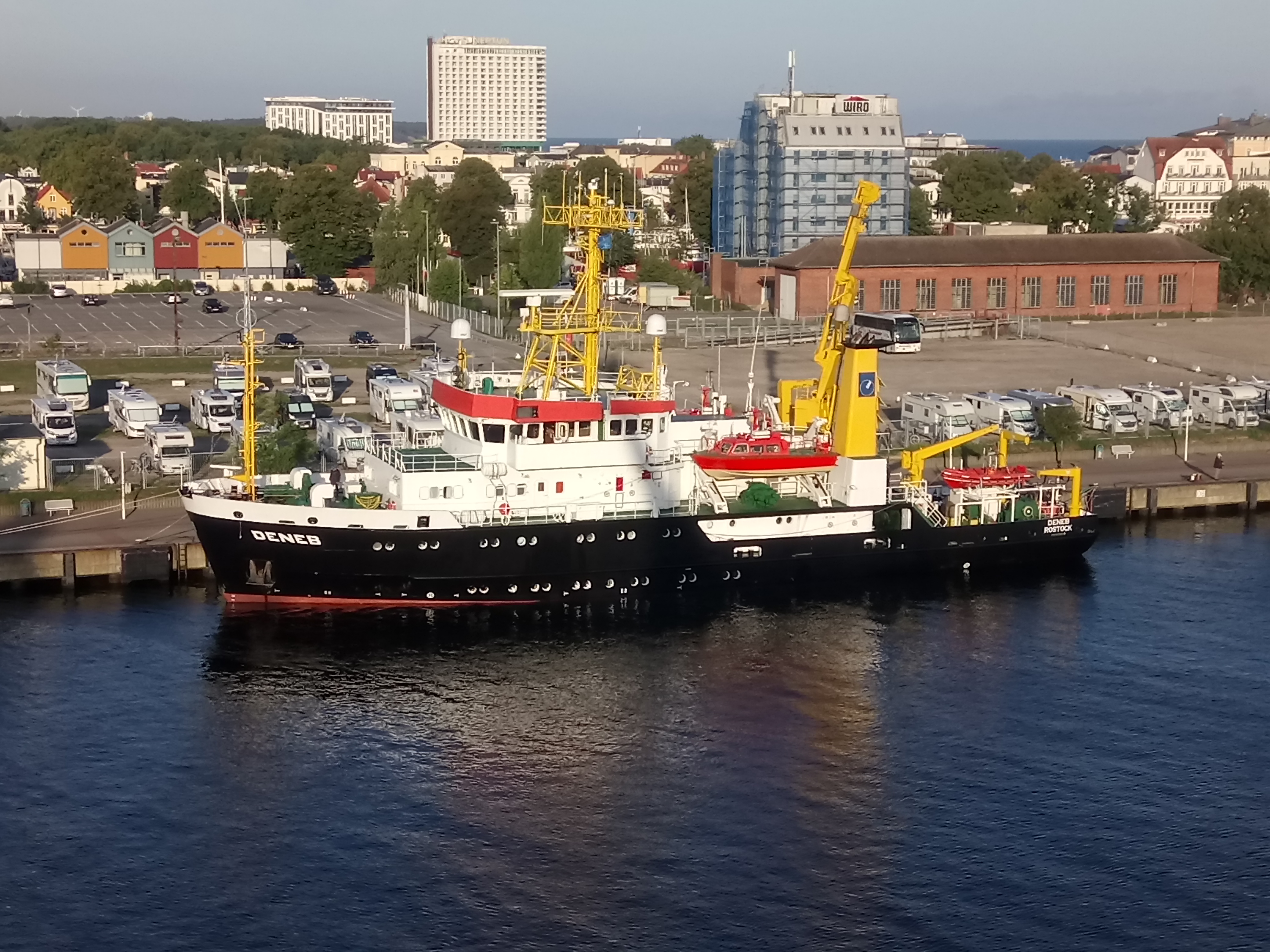
Deneb à Warnemunde
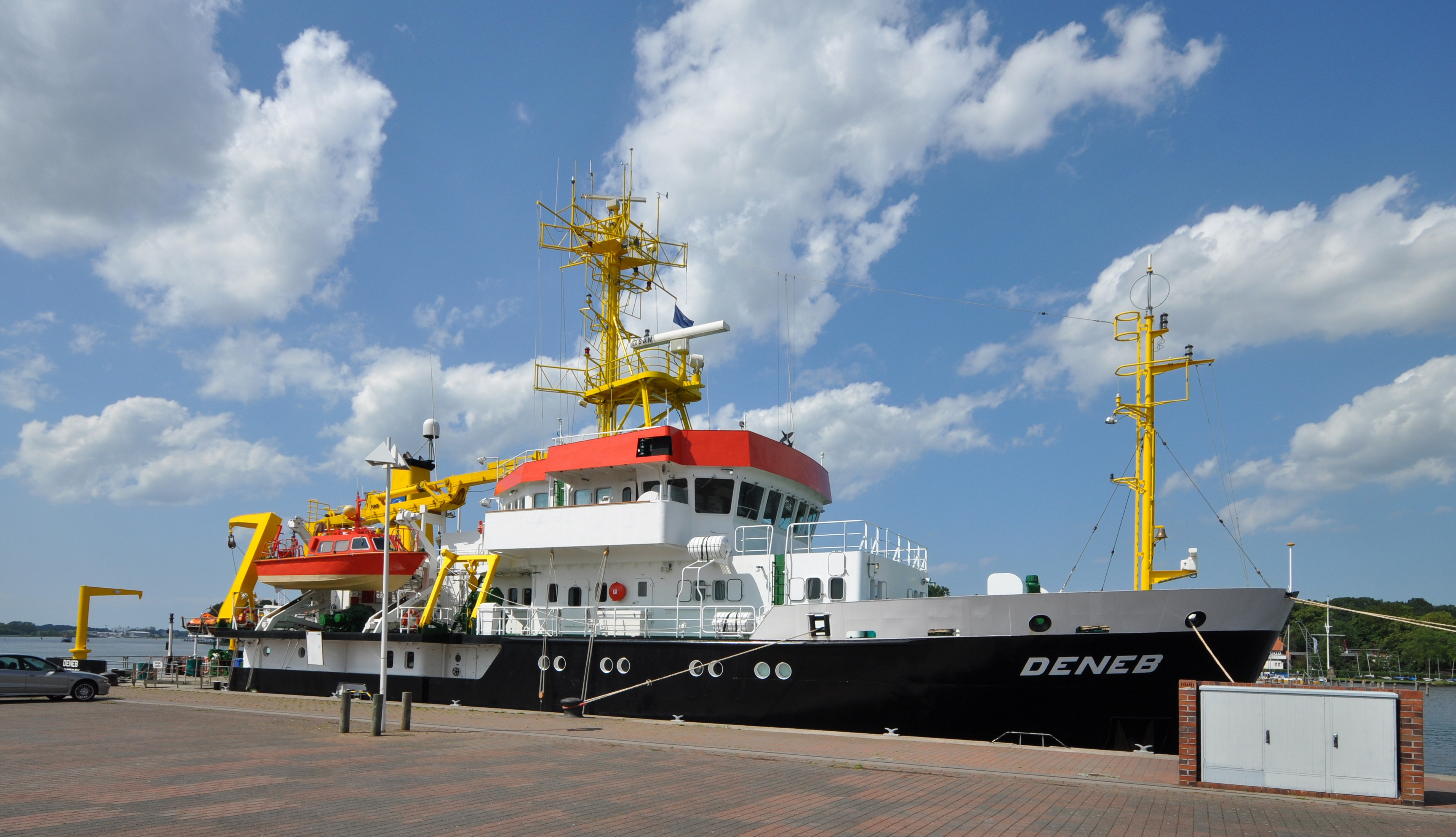
Deneb